# تاریخ باستانی ایران
تاریخ باستانی ایران (به انگلیسی: The history of ancient Iran) کتابی نوشتهٔ ریچارد فرای است.

## به فارسی
این کتاب را مسعود رجب‌نیا در سال ۱۳۸۰ به فارسی درآورده است.

## فصل‌های کتاب
1. فصل اول: بررسی جغرافیایی
  1. سراسر منطقه
  2. ایران
  3. افغانستان
  4. آسیای میانه
2. فصل دوم: جمعیت شناسی
  1. سراسر منطقه
  2. ایران
  3. افغانستان
  4. نتایج بحث
3. فصل سوم: تاریخ فلات و آسیای میانه پیش از آمدن ایرانیان
  1. بازسازی گذشته
  2. شرق نزدیک در آستانه هزاره نخستین
  3. باستان‌شناسی و شواهد دیگر اوستایی
4. فصل چهارم: مادها و اسکیت‌ها و فرمانروایان مشرق
  1. برپایی امپراطوری ماد
  2. کیمریان و اسکیت‌ها
  3. پایان کار اورارتو
  4. از پای افتادن آشور
  5. آثار مانده از ماد
  6. گسترش امپراطوری
  7. هنرو فرهنگ مادی (در برابر معنوی)
  8. دین
  9. پیکار لیدی و برافتادن ماد
5. فصل پنجم: هخامنشیان
  1. کورش و پایه‌گذاری امپراطوری
  2. کمبوجیه و "غضب" گوماته
  3. کشورستانی‌های دیگر
  4. تجدید سازمان امپراطوری
  5. دین
  6. پایتخت‌ها
  7. خشایارشا و فترت
  8. تباهی هخامنشیان
  9. هخامنشیان
6. فصل ششم: اسکندر بزرگ و سلوکیان
  1. اسکندر در ایران و آسیای میانه
  2. رویدادهای پس از مرگ اسکندر
  3. استواری پادشاهی سلوکی
  4. برافتادن سلوکیان و میراث آنان
  5. میراث هلنیسم
7. فصل هفتم: یونانی- باختریان، سکاییان و پارتیان
  1. یونانیان در آسیای میانه و افغانستان
  2. تاخت و تاز بیابانگردان
  3. پارتیان در مشرق
8. فصل هشتم: پارتیان در فلات
  1. گسترش پادشاهی
  2. سازمان حکومت
  3. جنگ‌های ایران و روم
  4. هلنیسم و برپاخیزی دوباره ایرانیان
9. فصل نهم: کوشانیان
  1. ریشه‌ها
  2. کوشانیان بزرگ
  3. از هم پاشیدگی امپراطوری
  4. روابط فرهنگی میان شرق و غرب
10. فصل دهم: دودمان‌های خُرد در فلات
  1. پارس
  2. الیمائیس
  3. خاراسن و خلیج
  4. فترت
  5. آدیابن و شمال بین‌النهرین
  6. فلات ایران
11. فصل یازدهم: ساسانیان
  1. اردشیر و آغاز کار
  2. جنگ‌های شاپور
  3. جانشیان شاپور
  4. شاپور دوم و تجدید حیات ساسانیان
  5. اصلاحات خسروانوشیروان ("جاویدان روان")
  6. بازپسین فرمانروایان
12. فصل دوازدهم: ایران شرقی و آسیای میانه
  1. میراث کوشانیان و ساسانیان
  2. هفتالیان (هیطل، هیاطله در فاصله تاریخ
  3. کشور - شهرهای سغدی
  4. فرمانروایان فرودست در افغانستان
13. پیوست‌ها
  1. پیوست ۱: شجره‌نامه‌ها
    1. شجره نسب هخامنشیان
    2. هخامتش
    3. چش پش
    4. شجره‌نسب شاهان اشکانی
    5. شجره‌نسب ساسانیان

  2. پیوست ۲
    1. کتبیه بیستون از داریوش نزدیک کرمانشاه

  3. پیوست ۳
    1. کتیبه باختری سرخ کُتل نزدیک بَغلان اففانستان

  4. پیوست ۴
    1. کتیبه شاپور اول در نقش رستم در فارس

  5. پیوست ۵
    1. کتیبه‌های فارسی میانه و پارتی نرسی در پایکول در شمال خانقین، عراق
14. فهرست اعلام